# Rapha (voleibolista)
 Raphael Thiago de Oliveira (São Paulo, 8 de março de 1984) é um voleibolista indoor brasileiro, atuante na posição de Ponta, com marca de 345 cm de alcance no ataque e 335 cm no bloqueio, conquistou na categoria de base da Seleção Brasileira a medalha de prata no Campeonato Mundial Juvenil de 2003 no Irã e servindo a Seleção Brasileira de Novos na conquista da medalha de ouro na Copa Pan-Americana de 2011 no Canadá e pela Seleçao Brasileira Militar conquistou a medalha de ouro no Campeonato Mundial Militar no Brasil em 2014 e o bicampeonato nos Jogos Mundiais Militares de 2015 na Coreia do Sul.Em clubes foi medalhista de prata na edição do Campeonato Sul-Americano de Clubes de 2009 no Brasil, bronze na edição de 2014 e semifinalista na edição de 2016.

## Carreira
Raphael foi revelado nas categorias de base do Pinheiros.Em seguida foi atleta do Bunge/Barão no período esportivo de 2001-02 encerrando na nona posição na correspondente edição da Superliga Brasileira A e nesta edição contribuiu para sua equipe em 51 pontos, destes foram 19 no ataque, 17 de bloqueio e 15 de saque.
Na temporada 2002-03 defendeu a  Ulbra/RS na conquista do título do Campeonato Gaúcho de 2002, além de conquistar seu primeiro título nacional na edição correspondente da Superliga Brasileira A, ocasião que quando atuou registrou no total de 7 pontos, sendo 3 de bloqueios e 4 de saques.
Em 2003 foi convocado para Seleção Brasileira, categoria juvenil, para disputar o Campeonato Mundial de Teerã-Irã, no qual conquistou a medalha de prata vestiu a camisa#16, encerrando na octogésima terceira posição entre os maiores pontuadores, sexagésimo quarto maior bloqueador, nonagésima posição entre os melhores defensores.
Defendeu a UCS/Colombo nas competições de 2003-04 e disputou por este clube a referente a Superliga Brasileira A, edição que   encerrando na  nona colocação e pontuou no geral com 54 pontos, destes 47 de ataques, 5 de bloqueios e 2 provenientes de saque.
O Wizard/Suzano o contrata para as disputas do período 2004-05 sendo  em 2004 por este vice-campeão do Campeonato Paulista  e medalha de prata nos Jogos Abertos de Barretos e quarto lugar na  referente edição da Superliga Brasileira A alcançando a marca de 170 pontos, destes 144 de  ataques, 25 de bloqueios e 1 de saque.Também foi atleta da Ulbra/Ferraz/SPFC na Superliga Brasileira A 2005-06, contribuindo para esta equipe conquistar o vice-campeonato dos Jogos Abertos de Botucatu de 2005 e  avançar as quartas de final, mas sofreu eliminação na semifinal, encerrando na oitava colocação geral na edição.
Na jornada seguinte permaneceu no mesmo clube que utilizou a alcunha:Ulbra/Uptime, pelo qual conquistou o título da Copa Samsung e do Campeonato Gaúcho, ambas em 2006 e antes conquistou o título da Copa Brasil Sul no mesmo ano e na Superliga Brasileira A 2006-07 conquistou o bronze.No ano de 2006 foi convocado para Seleção Brasileira de Novos para treinamentos visando amistosos contra a Seleção Espanhola.
Por duas temporadas atuou no voleibol italiano e nestas defendeu o Esse-Ti Carilo Loreto, disputou a Liga A2 Italiana 2007-08 alcançando a terceira colocação na fase de classificação, mas sofreu eliminação nas quartas de final, mesma fase que alcançou na Copa A2 Itália.Na jornada seguinte disputou a mesma divisão da  Liga Italiana 2008-09 conquistando o título, sendo eleito o MVP; e novamente sucumbiu nas quartas de final da Copa A2 Itália.Também conquistou o título da Copa Castelfidargo de 2009.
Nas competições de 2009-10 foi repatriado pelo São Bernardo/Santander , sendo vice-campeão da Copa São Paulo de 2009 e foi vice-campeão do Campeonato Paulista de 2009, no mesmo  ano foi ouro nos Jogos Abertos de São Caetano do Sul, na Superliga Brasileira A, referente a temporada supracitada terminou  na sexta posição e no Campeonato Sul-Americano de Clubes de 2009 sediado em Florianópolis-Brasil foi vice-campeão .
Transferiu-se para o voleibol turco, defendendo o Halkbank Ankara nas competições de 2010-11 e  obteve a quarta colocação na Liga A Turca.Em 2011 foi convocado para Seleção Brasileira de Novos para disputar a Copa Pan-Americana sediada em Gatineau-Canadá, e nesta edição conquistou a medalha de ouro vestindo a camisa#1, registrando 12 pontos na final, no geral fez 47 pontos em quatro jogos.Também foi convocado para Seleção Brasileira de Novos,  e representou a Seleção Brasileira Militar na V edição dos Jogos Mundiais Militares realizados no Rio de Janeiro-Brasil  mas não disputou a competição.
Permaneceu no voleibol europeu na temporada 2011-12, representando a equipe italiana do CheBanca! Milano, na qual foi sétimo colocado na fase de classificação da Liga A2 Italiana, sendo seu clube eliminado nas quartas de final, mesma etapa alcançada na Copa A2 Itália.Em 2012 foi convocado para Seleção Brasileira de Novos em preparação do Campeonato Mundial Militar em Teerã-Irã, mas o Brasil não disputou devido a problemas com os organizadores do evento.
Para as competições de 2012-13 Raphael foi contratado pelo Vôlei Futuro conquistando o bronze no Campeonato Paulista de 2012 e por este clube encerrou em nono lugar na correspondente Superliga Brasileira A.Em 2013 defendeu as cores do Al-Arabi SC (Doha), sagrando-se vice-campeão da Copa Emir de 2013.
Raphael defendeu as cores do Vivo/Minas nas disputas de 2013-14 conquistando o vice-campeonato mineiro de 2013 e avança as semifinais da Superliga Brasileira A referente a este período, finalizando na quarta posição. Em 2014 alcançou a sétima posição na Copa Brasil de 2014 em Maringá-Paraná.
Em 2014 disputou o Campeonato Sul-Americano de Clubes pelo Vivo/Minas e conquistou a medalha de bronze, sendo premiado como o segundo Melhor Ponteiro da edição.
Ainda 2014 integrou novamente a Seleção Brasileira Militar na conquista da medalha de ouro no Campeonato Mundial Militar de 2014, realizado no Rio de Janeiro e neste mesmo ano transferiu-se novamente atuar no voleibol do Qatar, onde defendeu o El Jaish SC e foi vice-campeão da Copa do Qatar sagrando-se novamente vice-campeão da Copa Emir neste ano.
Após deixar o time mineiro foi anunciado pelo clube argentino: Personal Bolívar como novo reforço para temporada de 2014-15 conquistou o título da Copa ACLAV de 2014, disputou o Final Four do Torneio Pré Sul-Americano de Clubes de 2015 e foi vice-campeão.No final da temporada sagrou-se vice-campeão da Liga A1 Argentina correspondente.
Renovou com o mesmo clube argentino para atuar nas competições de 2015-16, conquistou seu primeiro título pelo clube na edição da Copa Máster de 2015; foi no mesmo ano vice-campeão da Copa ACLAV. Em 2016 disputou o Torneio Argentino Pré- Sul-Americano conquistando o título e a qualificação para o Campeonato Sul-Americano de Clubes deste ano e na edição do referido Campeonato Sul-Americano de Clubes, realizado em Taubaté, no Brasil, encerrou na quarta colocação e contribuiu para sua equipe avançar as semifinais da Liga A1 Argentina 2015-16.

## Títulos e resultados
- Campeonato Sul-Americano de Clubes:2016[54]
- Pré Sul-Americano de Clubes:2015[42]
- Copa ACLAV:2014[38]
- Copa ACLAV:2015[50]
- Copa do Emir de Qatar:2013[9] e 2014[9]
- Copa Master Argentina:2015[49]
- Superliga Brasileira A:2002-03[3]
- Superliga Brasileira A:2006-07[3]
- Superliga Brasileira A:2001-02[3], 2004-05[3], 2013-14[30]
- Liga A Argentina:2014-15[43]
- Liga A Turca:2010-11[14]
- Liga A2 Italiana:2008-09[15]
- Copa Castelfidargo:2009[9]
- Copa Samsung de Clubes:2006[2]
- Copa Brasil Sul:2006[11]
- Jogos Abertos do Interior:2005[9],2009[9]
- Jogos Abertos do Interior:2004[9]
- Campeonato Paulista:2004[4], 2009[16]
- Campeonato Paulista:2012[25]
- Campeonato Mineiro:2013[29]
- Campeonato Gaúcho:2002, 2006[2]
- Copa São Paulo:2009[17]

## Premiações individuais
- 2º Melhor Ponteiro do Campeonato Sul-Americano de Clubes de 2014[9]
- MVP da Liga A2 Italiana  de 2008-09[14]